# كريستيان ثورستفيدت
كريستيان ثورستفيدت هو لاعب كرة قدم نرويجي ولد عام 1999 ويلعب في نادي كي آر سي جينك البلجيكي ومنتخب النرويج لكرة القدم.
لعب لعدة فئات لمنتخب النرويج حيث لعب لمنتخب الشباب والناشئين وتحت 21 سنة والمنتخب النرويجي الوطني.

## وصلات خارجية
- كريستيان ثورستفيدت على موقع الاتحاد الدولي (مؤرشف)  (الإنجليزية)
- كريستيان ثورستفيدت على موقع الاتحاد الأوربي (الإنجليزية)
- كريستيان ثورستفيدت على موقع اتحاد النرويج (النرويجية)
- كريستيان ثورستفيدت على موقع قاعدة بيانات كرة القدم.إي يو (الإنجليزية)
- كريستيان ثورستفيدت على موقع ناشيونال فوتبول تيمز (الإنجليزية)
- كريستيان ثورستفيدت على موقع Soccerway.com (الإنجليزية)
- كريستيان ثورستفيدت على موقع عالم كرة القدم.نت (الإنجليزية)